# Archieparchia Irbilu
Archieparchia Irbilu – archieparchia Kościoła chaldejskiego w północnym Iraku, na terenie zamieszkiwanym w ogromnej większości przez Kurdów. Została erygowana 7 marca 1968 i podlega bezpośrednio chaldejskiemu patriarsze Bagdadu.

## Główne świątynie
- Archikatedra: Archikatedra św. Józefa w Ankawie

## Archieparchowie
- Stéphane Babaca (1969–1994)
- Hanna Markho (1994–1996)
- Jacques Ishaq (1997–1999)
- Yacoub Denha Scher (2001–2005)
- Baszar Warda CSSR (od 2010)